# André-Charles Cailleau
Pour les articles homonymes, voir Cailleau.
André-Charles Cailleau, né le 17 juin 1731 en Touraine et mort le 12 juin 1798 à Paris, est un libraire français.

## Biographie
Il a donné une foule d'almanachs chantants, d'étrennes badines et plaisantes et un dictionnaire des livres rares. On a de lui une collection des Lettres d'Héloïse et d'Abélard ; les Soirées de la campagne, 1766 et un Dictionnaire bibliographique, historique et critiqué des livres rares, composé en grande partie par l’abbé R.. Duclos, 1790, 3 vol. in-8, et augmenté d'un 4e volume par Jacques Charles Brunet en 1802.
Il a écrit sous le nom de Le Sancelrien tourangeau.

## Œuvres
- Clef du grand œuvre, ou Lettres du Sancelrien tourangeau, Corinthe et Paris, 1777
- Osaureus, ou le Nouvel Abailard, comédie en 2 actes et en prose, traduite d'un manuscrit allemand d'Isaac Rabener par A.-C. Cailleau), de Poilly, 1761
- Lettres et épîtres amoureuses d'Héloïse et d'Abeilard, tant en vers qu'en prose, publiées par A.-C. Cailleau, 1798
- Clef du grand œuvre ou Lettres du Sancelrien Tourangeau à Madame L.D.L.B***, Jobert, Bibliotheca esoterica, 1976

## Pour approfondir